# Caryospora legeri
Caryospora legeri – gatunek pasożytniczych pierwotniaków należący do rodziny Eimeriidae z podtypu Apicomplexa, które kiedyś były klasyfikowane jako protista. Występuje jako pasożyt węży. C. legeri cechuje się tym iż oocysta zawiera 1 sporocystę. Z kolei każda sporocysta zawiera 8 sporozoitów.
Obecność tego pasożyta stwierdzono u Psammophis sibilans należącego do rodziny połozowatych (Colubridae).
Występuje na terenie Afryki.

## Sporulowana oocysta
Jest kształtu prawie sferoidalnego o następujących wymiarach: długość 29,8 – 36 μm, szerokość 27 – 32,4 μm. Brak mikropyli, wieczka biegunowego oraz ciałka biegunowego.

## Sporulowana sporocysta i sporozoity
Sporocysty kształtu owoidalnego o długości 16,4 – 19,2 μm, szerokości 11,2 – 13,6 μm. Występuje ciałko Stieda oraz substieda body (SBB). Brak parastieda body (PSB).